# Frackville
Frackville ist ein Borough des Schuylkill County im Bundesstaat Pennsylvania in den USA. Das U.S. Census Bureau hat bei der Volkszählung 2020 eine Einwohnerzahl von 3.860 ermittelt.

## Geographie
Frackville liegt 10 Kilometer nördlich von Pottsville und wird im Süden vom Interstate-81-Highway tangiert. In einer Entfernung von rund 70 Kilometern befindet sich Wilkes-Barre in nördlicher Richtung. Harrisburg im Südwesten ist etwa 90 Kilometer entfernt.

## Geschichtliches
Erste Siedler ließen sich um 1861 in dem Ort nieder, der nach seinem Gründer Daniel Frack benannt wurde und im Jahr 1876 mit einigen Nachbargemeinden zum Borough Frackville vereinigt wurde. Nachdem in der Umgebung erhebliche Vorkommen an Anthrazitkohle festgestellt wurden, wuchs der Ort schnell. Da nach dem Zweiten Weltkrieg zunehmend auch alternative Energieträger zur Anwendung kamen, verringerte sich die Einwohnerzahl wieder.

## Demografische Daten
Im Jahr 2011 wurde eine Einwohnerzahl von 3804 Personen ermittelt, was eine Abschwächung um 12,8 % gegenüber dem Jahr 2000 bedeutet. Das Durchschnittsalter der Bewohner lag im Jahr 2011 mit 44,7 Jahren geringfügig über dem Durchschnittswert von Pennsylvania, der 43,3 Jahre betrug.
Die maßgeblichsten frühen Einwanderungsgruppen der Stadt kamen zu 21,4 % aus Deutschland, zu 20,2 % aus Irland, zu 15,3 % aus Polen und zu 11,2 % aus Litauen.